# 도미니카 제1공화국
도미니카 제1공화국(스페인어: Primera República)은 1844년 11월 6일 제1헌법이 공포되면서 시작되었고, 1861년 3월 18일 스페인에 병합되면서 종료되었다.
도미니카 제1공화국은 17년 동안 이웃 나라인 아이티의 끊임없는 침략 위협 아래 8개의 정부가 있었던 취약한 국가였다. 이 8개의 정부 중 3개의 정부는 페트로 산타나(Pedro Santana)가 대통령으로 집권했으며, 2개의 정부는 부에나벤투라 바에스(Buenaventura Báez)가 대통령으로 집권하였다.

## 참고 문서
- 도미니카 공화국
- 아이티
  - 아이티의 역사
- 스페인 제국